# Liste der Auslandsvertretungen Malawis

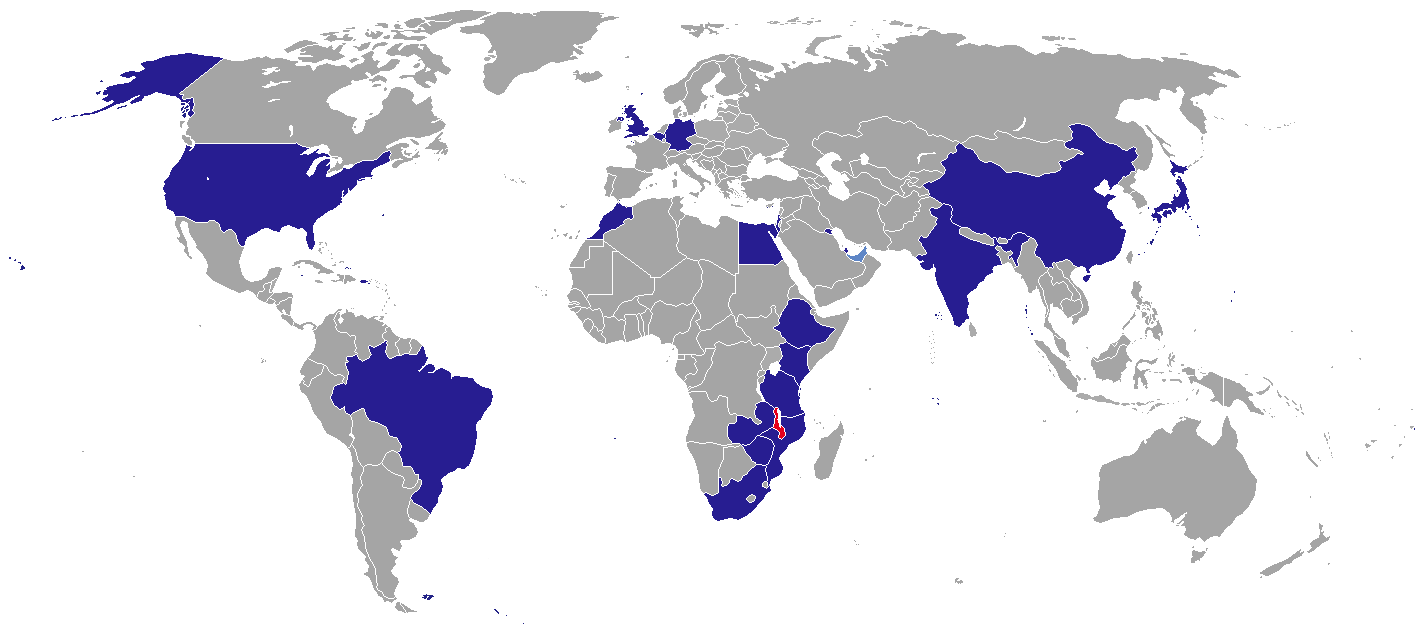
Standorte der diplomatischen Vertretungen Malawis

Dies ist eine Liste der diplomatischen und konsularischen Vertretungen Malawis.

## Diplomatische und konsularische Vertretungen

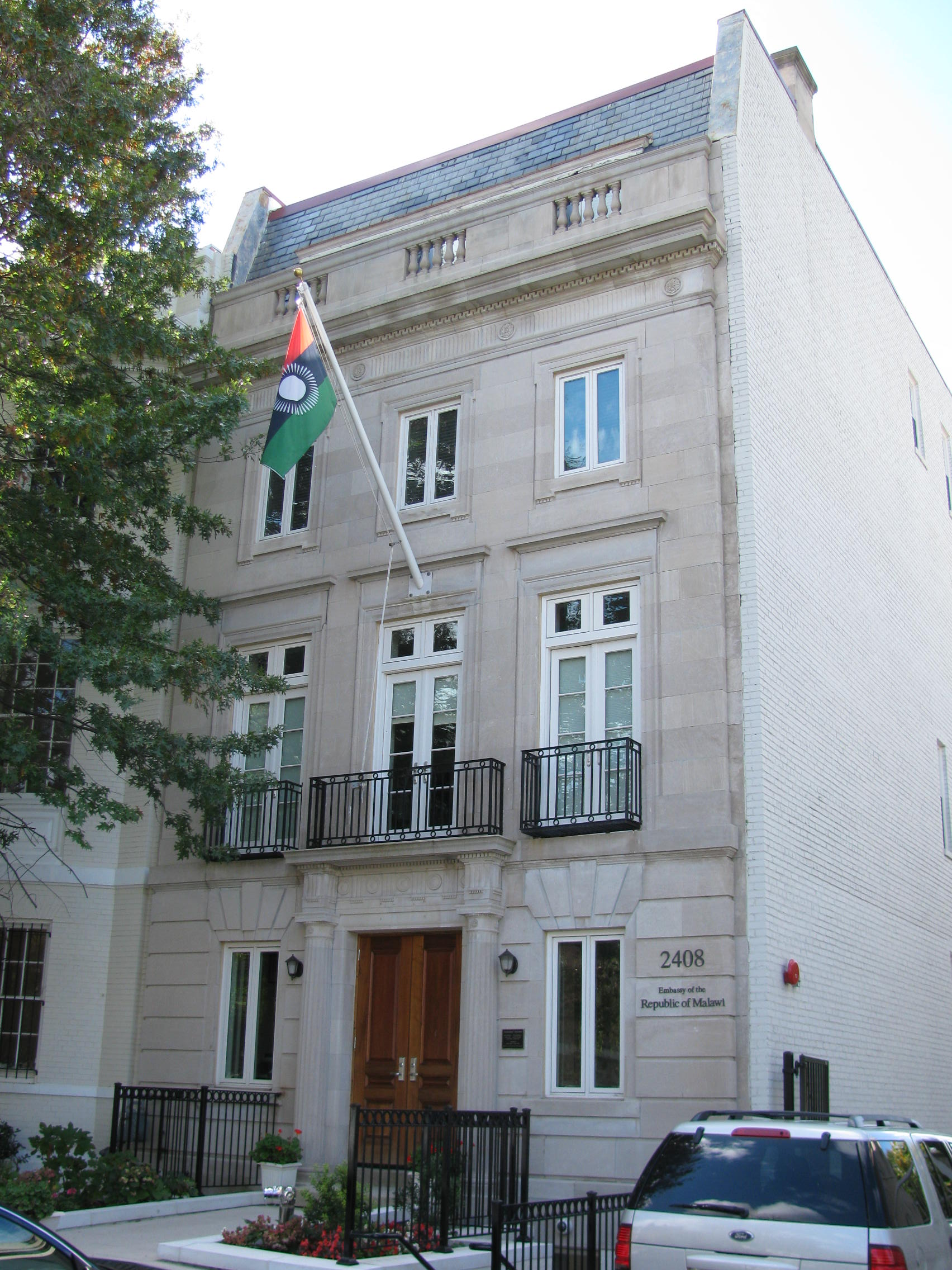
Malawische Botschaft in Washington, D.C.

### Afrika
| - Ägypten: Kairo, Botschaft - Äthiopien: Addis Abeba, Botschaft - Kenia: Nairobi, Hohe Kommission - Mosambik: Maputo, Botschaft - Sambia: Lusaka, Hohe Kommission | - Simbabwe: Harare, Botschaft - Südafrika: Pretoria, Hohe Kommission - Südafrika: Johannesburg, Generalkonsulat - Tansania: Daressalam, Hohe Kommission |

### Amerika
- Brasilien: Brasília, Botschaft
- Vereinigte Staaten: Washington, D.C., Botschaft

### Asien
- Volksrepublik China: Peking, Botschaft
- Indien: Neu-Delhi, Hohe Kommission
- Japan: Tokyo, Botschaft

### Europa
- Belgien: Brüssel, Botschaft
- Deutschland: Berlin, Botschaft
- Vereinigtes Königreich: London, Hohe Kommission

## Vertretungen bei internationalen Organisationen
- Vereinte Nationen: New York, Delegation